# Związek Walki o Niezależność Białorusi
Związek Walki o Niezależność Białorusi, ZWNB (biał. Саюз змаганьня за незалежнасьць Беларусі, СЗНБ) – białoruska podziemna organizacja niepodległościowa działająca w zachodniej części Białoruskiej SRR w latach 1946–1949.

## Historia
Organizacja założona została przez studiującą młodzież z inicjatywy dowódcy białoruskiego antysowieckiego oddziału partyzanckiego Iwana Ramanczuka. Zjazd założycielski odbył się latem 1946 w chutorze Carska Lipa (według innych źródeł - Saska Lipka) w rejonie nieświeskim. Na zjeździe obecnych było 6 osób, w tym studenci Grodzieńskiego Instytutu Pedagogicznego.
Organizacyjnie ZWNB składał się z grup liczących do 5 osób każda. Wszystkich członków danej grupy znał jedynie jej przewodniczący. Zadaniem każdego członka było stworzyć własną grupę i stać się jej przewodniczącym. Obecni na pierwszym posiedzeniu weszli do grupy Michasia Kożycza, zaś Iwan Ramanczuk ponownie ukrył się w lasach. Wkrótce struktury organizacji powstały w rejonach: kleckim, nieświeskim, stołpeckim, a także w Grodnie.

## Program
Główny wpływ na członków organizacji miało przemówienie Winstona Churchilla wygłoszone 5 marca 1946 w Fulton (Missouri). Organizacja planowała rozbudować struktury i, w wypadku spodziewanej wojny między ZSRR i Zachodem, wystąpić przeciwko władzy radzieckiej w obronie narodu białoruskiego i niepodległości Białorusi. Jeden z punktów programu przewidywał rozwiązanie kołchozów i przekazanie ziemi na własność chłopom. Program ZWNB zabraniał swoim legalnie działającym członkom stosowania przemocy wobec administracji sowieckiej, z wyjątkiem samoobrony.

## Dekonspiracja i likwidacja
Nieudaną okazała się próba stworzenia oddziału ZWNB w Mińsku. Sowieckie specsłużby wprowadziły do oddziału swego agenta o nazwisku Kasil, który wydał minczan.
W 1947 Michaś Kożycz zauważył zainteresowanie sobą służb specjalnych i przeszedł do działalności konspiracyjnej. Opuścił Grodno i dołączył do partyzanckiego oddziału Iwana Ramanczuka. Po pewnym czasie jednak wyszedł z lasu i został aresztowany. Kożycz katowany był w więzieniu w Baranowiczach, podjął nieudaną próbę samobójstwa. W końcu, pod wpływem tortur wydał znanych mu współpracowników organizacji. Na początku 1949 sowieckie organy bezpieczeństwa przeprowadziły aresztowania członków grupy grodzieńskiej.
Aresztowani zostali umieszczeni w cieszącym się ponurą sławą więzieniu wewnętrznym Ministerstwa Bezpieczeństwa Państwowego Białoruskiej SRR („Amerykance”), gdzie przy użyciu tortur śledczy wymuszali na nich zeznania przeciw innym członkom organizacji. Proces nad organizacją odbył się w dniach 15–17 czerwca 1949 w Mińsku. Sądzeni starali się zachować godnie i dać wyraz swoim patriotycznym poglądom, chociaż na sali sądowej, oprócz nich, obecnych było tylko troje sędziów i straż. Pod wpływem ich wyznań strażnicy poprawili nieco traktowanie sądzonych.
Trybunał wojenny wojsk MSW Białoruskiego Okręgu Wojskowego, za „zdradę Ojczyzny, pośredni terroryzm i antyradziecką propagandę” skazał 18 członków ZWNB na kary więzienia o różnej długości.

## Członkowie
- Alaksandar Azarka
- Maryja Azarka
- Wiera Kasmowicz
- Jauhien Kasmowicz
- Uładzimier Kisiel („Rasa”)
- Michaś Kożycz
- Iwan Ramanczuk („Jastrząb”) i inni.